# Катеринівка (Лозівська міська громада)
Катери́нівка — село в Україні, у Лозівській міській громаді Лозівського району Харківської області. Населення становить 1912 осіб. До 2018 орган місцевого самоврядування — Катеринівська сільська рада, з 31 серпня 2018 року Катеринівський старостинський округ Лозівської міської громади.
До старостинського округу належать села Братолюбівка, Довгове, Катеринівка, Михайлівка, Світловщина.

## Географія
Село Катеринівка розташоване на річці Лозова, вище за течією на відстані в 1 км розташоване місто Лозова, нижче за течією на відстані 1 км розташоване село Світловщина. На відстані 1 км розташоване смт Панютине. Поруч проходить автомобільна дорога Т 2107. Навколо села проходить кілька залізничних гілок, найближчі станції Панютине та Лозова.

## Історія

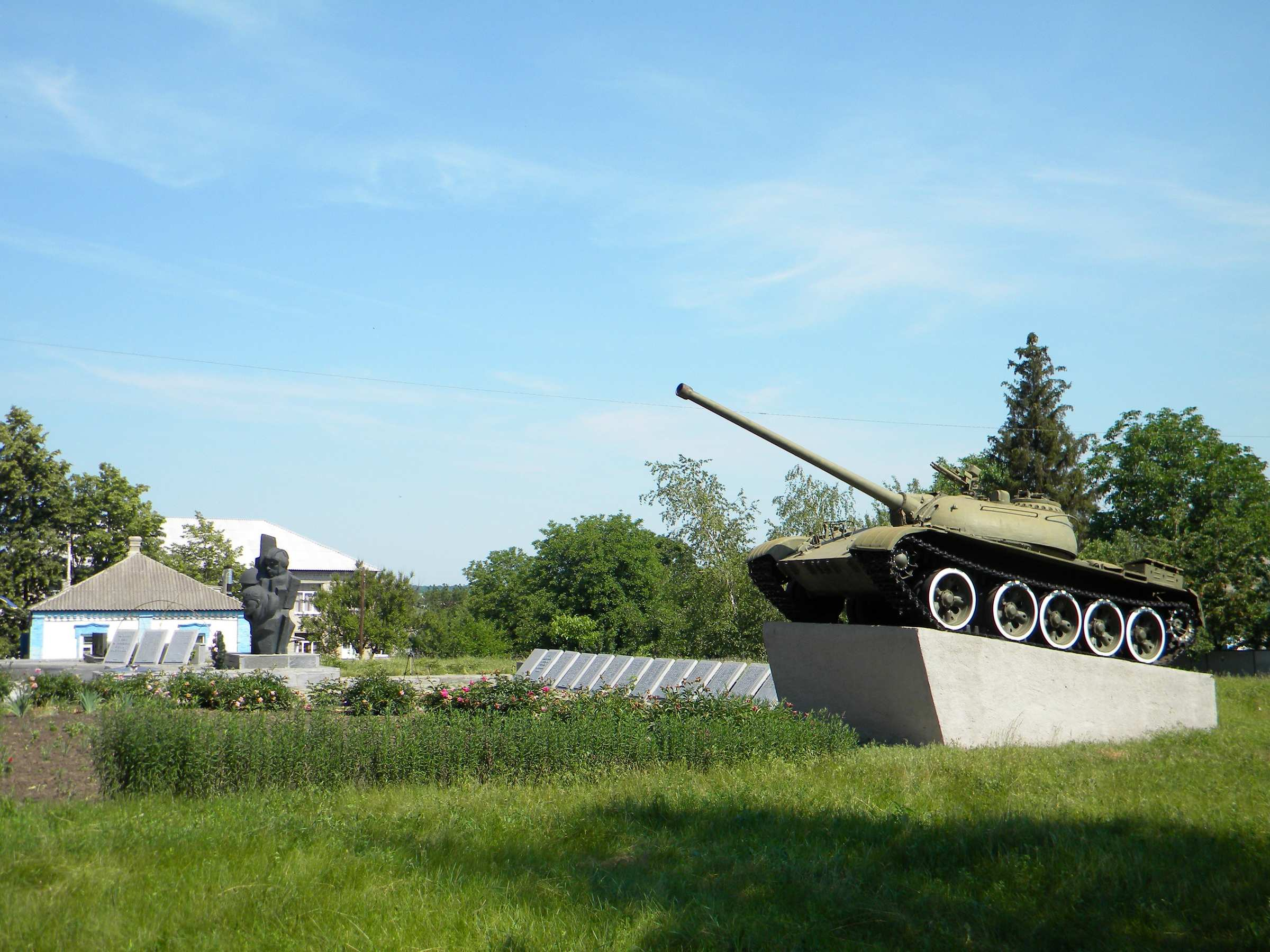
Братська могила радянських воїнів. Поховано 48 воїнів

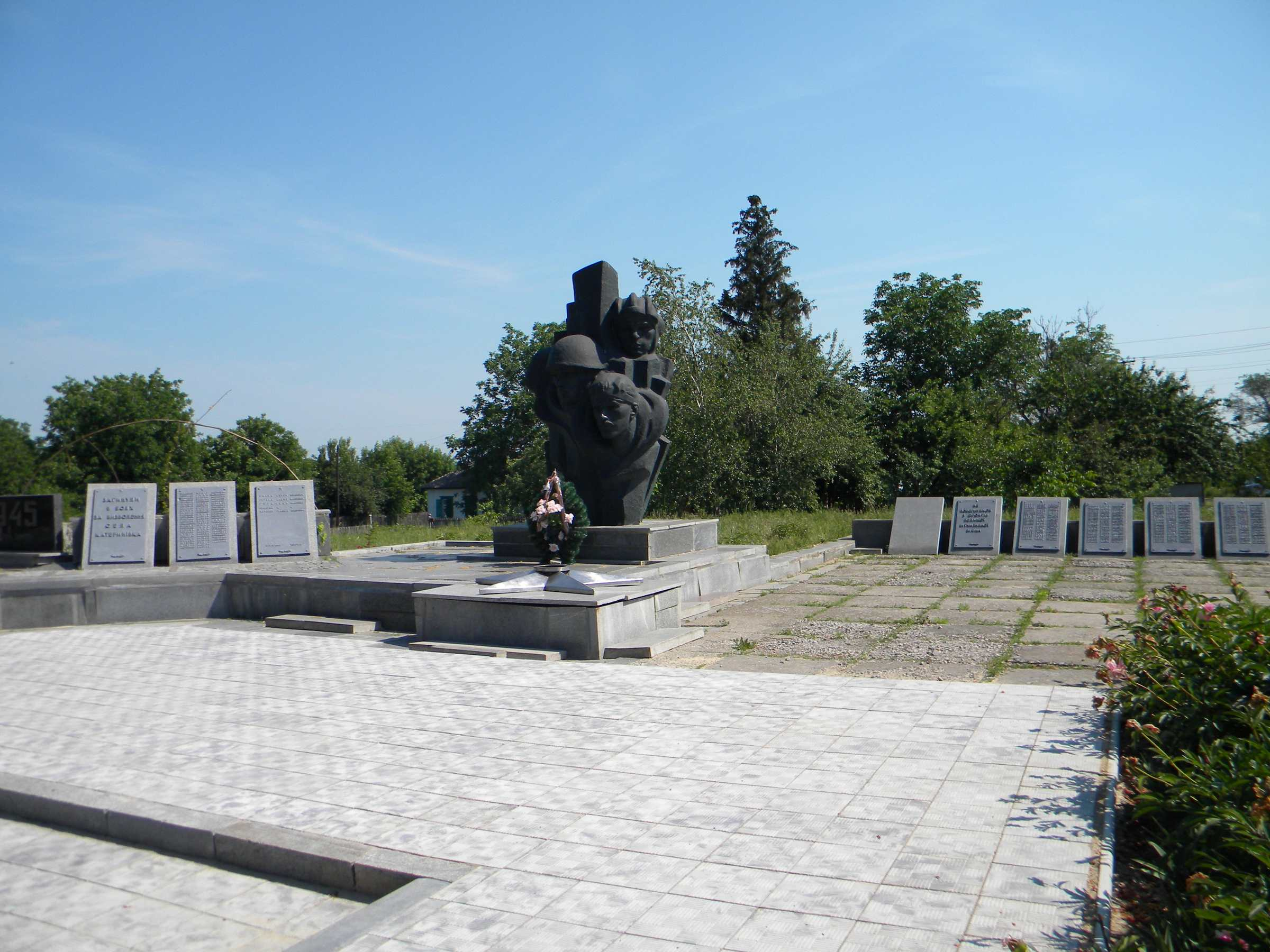
Братська могила радянських воїнів. Загальний вид

Село виникло на землях Запоріжжя. Адміністративно належало до Павлоградського повіту Катеринославської губернії.
Вперше село згадується 1859 року у переліку населених пунктів Катеринославської губернії. На той час село належало Надії Панютиній - доньці місцевого землевласника Михайла Куликовського та дружині генерала Панютина, - тому мало подвійну назву — Катеринівка (Панютина). Село нараховувало 63 двори, 518 мешканців (270 чоловічої статі, 248 жіночої).
Назва села за місцевими переказами пов'язується із царицею Катериною II, за указом якої тут з'явилися перші поселенці.
Станом на 1886 рік у селі Михайлівської волості Павлоградського повіту Катеринославської губернії кількість мешканців зменшилась до 429 осіб, налічувалось 104 дворових господарства, існували 2 лавки та паровий млин.
На початку XX століття Катеринівка стає центром однойменної волості. У селі було 10 шинків та крамниць, 13 вітряків та олійниця.
Землею володіли:
- 1200 десятин — четверо поміщиків
- 350 десятин — заможні селяни
- 1250 десятин — середняки й бідняки (наділи не перевищували 2-3 десятини)

У селі було багато скупників збіжжя, що займалися його перепродажем. Багато господарів не мало коней та сільськогосподарського реманенту, використовувалися застарілі знаряддя праці — сохи, дерев'яні борони. Частина розорених селян виїздили у пошуках роботи до сусідніх Лозової та Панютиного, а також до Харкова та на Донбас. На початок 1905 р. 40 % селян-катеринівців працювали в Панютинському депо та на залізниці у Лозовій.
У селі діяли дві школи — земська (трирічна) й парафіяльна (дворічна), вчителів було двоє. Загалом село було неписьменним.
1905 року катеринівці, що працювали у Лозовій та Панютиному, брали участь у всеросійському жовтневому політичному страйку. Катеринівці допомагали страйкарям харчами, переховували робітників, яких переслідувала поліція.
Після Лютневої революції у селі створено земельний комітет (голова — Я. Козлов). Через робітників у Катеринівці поширюється більшовицька пропаганда, влаштовуються мітинги. Частина катеринівців вступила до проросійського загону «червона гвардія» у Лозовій. Восени 1917 року до Лозової, а також до Катеринівки прибувають українські війська, що беруть під контроль ситуацію в регіоні. В грудні цього ж року з Харкова вібувається наступ російських більшовицьких військ М. Руднєва, підтриманих місцевими колаборантами. Після кількаденних боїв ворог захопив Лозову, Панютине й Катеринівку.
Владу на селі захопив «сільський ревком», до якого увійшли місцеві колаборанти: Я. Козлов (голова), Г. Левченко, П. Карпенко, С. Могильченко. «Ревком» відібрав у поміщиків землю та все майно (худобу, збіжжя, реманент), ділив її між біднотою, а також відбирав у селян харчі для окупаційної більшовицької армії. Із своїх прислужників «ревком» формує загін «червоної гвардії» (50 осіб). Ватажком призначають Г. Левченка, а «начальником штабу» — П. Карпенка.
У квітні 1918 року Катеринівку визволяють українсько-німецькі війська. Загін «червоної гвардії» тікає до Брянських лісів, де вливається до регулярних військ червоних окупантів.
На початку січня 1919 починається ворожий наступ з Харкова в напрямку Лозової. Після боїв із українськими підрозділами більшовики 17 січня захопили Катеринівку та інші населені пункти. На селі відновлюється окупаційна влада — «ревком», створюється «волосний виконком». 8 березня 1919 року тут організовано «трудову сільськогосподарську комуну». Вона мала 374 га землі, об'єднувала 85 осіб, з яких лише 32 були працездатними. Активістом комуни був О. Журавель — селянин, колишній моряк Чорноморського флоту, засуджений до 20 років каторги. Звільнений 1917 р. він на початку 1919 р. прибуває до Катеринівки й починає тут більшовицьку діяльність.
У червні 1919 р. село захопив інший ворог — білі війська Денікіна. Частина більшовицьких активістів (О. Журавель, Я. Базарний та І. Базарний) була схоплена й після тортур порубана шаблями. Червоні окупанти відбивають село в кінці грудня 1919 р. На селі закріплюється комуністична влада.
На початку 1920-х, згідно із декретом про землю, селяни Катеринівки та навколишніх сіл отримали 2 тисячі десятин землі. 1921 року місцеві комуністи заснували на селі свій осередок (секретар — Л. Ткаченко), осередок «комсомолу», а також «комнезам». Останній очолював Г. Левченко, згодом — голова районного «комнезаму». Того ж року сім родин утворюють «сільськогосподарську комуну ім. Чубаря». Вони мали одного коня та пару волів. В перший рік засіяли 33 га землі.
1923 р. в антиукраїнських організаціях Катеринівки було:
- в комуністах — понад 30
- в комсомольцях — 12
- в комнезамівцях — понад 100

Комсомольці зайняли приміщення колишнього поміщицького будинку, влаштовували різноманітні заходи, під час яких проводили посилену пропаганду комуністичних поглядів, проводили військові вишколи.
На 1924 р. село мало 296 господарств:
- безкінних — 120
- однокінних — 117
- по 2-3 коні — 55 господарств
- по 4 коней — 4.

В той же час корів мали:
- одну — 239 господарств
- дві — 20 господарств
- три — 5 господарств

Загалом більшість господарів були бідняками й середняками. 1924 р. виникло кілька товариств спільного обробітку землі.
До 1927 року місцева комуна вже мала свою олійницю, млин, електричну станцію, свою племінну худобу. Її діяльність всіляко рекламувалася комуністичною пресою. 1928 р. у селян починається відбирання хліба в селян, а 1929 р. розпочалася масова «колективізація» — насильницьке заганяння до колгоспів. Продовжується відбирання хліба, у якому беруть активну участь місцеві комсомольці (зокрема В. Фуфрянський). Крім «комуни ім. Чубаря», утворено кілька т. зв. «артілей» — «Степовик», «ім. Ворошилова» та «Лозівщина». До комуни приєдналися товариства спільного обробітку землі. Цього ж, 1929 р., було завершено «колективізацію», селян загнано до колгоспу. «Степовик» та «ім. Ворошилова» об'єднуються в один колгосп ім. Орджонікідзе. Його головою з 1930 р. був Г. Могильченко.
12 червня 2020 року, відповідно до Розпорядження Кабінету Міністрів України  № 725-р «Про визначення адміністративних центрів та затвердження територій територіальних громад Харківської області», увійшло до складу Лозівської міської громади.
17 липня 2020 року, в результаті адміністративно-територіальної реформи та ліквідації колишнього Лозівського району (1923—2020), увійшло до складу новоутвореного Лозівського району Харківської області.

## Населення

### Мова
Розподіл населення за рідною мовою за даними :
| Мова       | Кількість | Відсоток |
| ---------- | --------- | -------- |
| українська | 1751      | 91.58%   |
| російська  | 156       | 8.16%    |
| білоруська | 3         | 0.16%    |
| болгарська | 1         | 0.05%    |
| німецька   | 1         | 0.05%    |
| Усього     | 1912      | 100%     |

## Економіка
- ПОСП «Агросвіт»

## Об'єкти соціальної сфери
- Катеринівський дошкільний навчальний заклад
- Катеринівський ліцей
- Катеринівська сільська бібліотека
- Катеринівський сільський Будинок культури
- Поштове ввідділення
- ФАП
- Лозівська центральна районна лікарня

## Пам'ятки та пам'ятники
Меморіал Слави і Пам'яті